# Podbirże
Podbirże (lit. Pabiržė) – miasteczko na Litwie, położone w okręgu poniewieskim, w rejonie birżańskim. Liczy 364 mieszkańców (2001).
Od 16 kwietnia 1992 miasteczko.